# Filomácio
Filomácio (em latim: Philomatius) foi um oficial bizantino do século VI, ativo durante o reinado do imperador Justiniano (r. 527–565)

## Vida
Em 556, Filomácio estava no comando de fundeiros e lançadores de dardos durante o cerco de Fásis, em Lázica. Ele e Angilas imprudentemente fizeram ataque fora das muralhas contra os inimigos persas e conseguiram retornar à cidade vivos apenas devido a ajuda de Teodoro. Seu título não é citado por Agátias, mas por estar vinculado a Teodoro quiçá era taxiarco, ou seja, conde dos assuntos militares. Os autores da PIRT sugerem que foi homem espectável.